# 南方紀伝
『南方紀伝』（なんぽうきでん）は、南北朝時代における南朝の盛衰とその後胤（後南朝）を扱った史書・軍記。江戸時代前期の成立とみられるが、作者は不詳である。書名に「紀伝」とあるとおり、あたかも天皇列伝の如き形態を採るが、内実は全て編年体の構成である。類書に『桜雲記』がある。南朝紀伝・南朝記とも。

## 概要
元弘元年（1331年）の元弘の乱勃発から長禄2年（1458年）の赤松家再興まで、南朝方を主体とした通史を編年体で記す。巻区分は諸本の間で一定しないが、本来の古態とみられる五巻本では、巻一を冒頭から興国元年（1340年）まで、巻二を興国2年（1341年）から正平21年（1366年）まで、巻三を正平22年（1367年）から弘和2年（1382年）まで、巻四を弘和3年（1383年）から応永34年（1427年）まで、巻五を正長元年（1428年）から末尾までの記述に充てている。ただし、現存諸本何れも興国6年（1345年）から正平21年（1366年）までの22年間の記事を欠落し、ここに「関城書」「宗良親王紀行」を追補した形となっている特徴があり、本書の成立過程を考察する上で示唆的であろう（後述）。古文書と和歌を適宜利用している点は『桜雲記』に同様だが、南朝史叙述の連続性を重視する『桜雲記』に対して、本書は史的事実の集積に重点を置くという実録的･通史的な性格が強く、したがって室町幕府や有力守護大名の動向に言及している箇所も少なくない。作者･成立事情を記した序や跋文はない。

## 作者・年代
彰考館本『南朝記』には元和2年（1616年）の北畠親顕自筆本を写した旨の奥書があるが、これは疑わしい。実際の成立時期については、『桜雲記』との先後を巡る議論がある。すなわち、桜雲記先行説では、寛文10年（1670年）成立の『続本朝通鑑』の引用書目に本書がないことに加え、『桜雲記』に見えない記事で『通鑑』と一致するものが多いことなどから、上限をこの年として下限を元禄後期（1700年頃）とするが、南方紀伝先行説では、『通鑑』に比べて年紀の錯誤が多いこと、依拠史料や引用和歌の包含関係から、成立は寛文10年以前、さらには『桜雲記』に先行する可能性が高いとしている。近年、成立過程に関する新たな仮説が示され、それによれば、『太平記』の後を継ぐ形で巻三以降が先に成立し、さらに元弘の乱にまで範囲を広げて巻一が加筆されたものの、巻二は史料を整序し切れずに未定稿のまま終わったのではないかという。この見解に従った場合、現存の形での成立を見るまでに、複数の作者の手によって何段階かの追補・改訂を経た可能性も考慮する必要があろう。

## 諸本
写本は多く、『国書総目録』登載のものだけでも70本以上に及ぶ。現存諸本は大別して真名本と仮名本（仮名交り本）の二系統があり、ともに内容は大同小異だが、強いて言えば、真名本の方がやや簡潔であって古態を残すとされる。これに属する写本としては、彰考館本・内閣文庫本･東大史料編纂所本などがある。
翻刻されたテキストは、真名本が『改定史籍集覧3』に、仮名本が『百万塔4』・『日本歴史文庫1』（ただし南朝紀伝として）にそれぞれ収録されている。

## 評価
類書の『桜雲記』に比べると、概して歴史記述の多様性が増した一方、採入された和歌や記事内容の表現方法においてそれらを突き抜けるような文学意識が希薄であることから、軍記より史書を志向したものだと言える。年紀の錯誤・矛盾が散見されるので史料としての扱いには注意を要するが、中には現在すでに散逸した史料に基づいて記述されたと思われる記事もあり、研究上参考に資すべきであろう。また、近世における『太平記』講釈の流行によって、尖鋭的な水戸学派以外の知識人が広く共有した南朝史への問題関心を窺う上で不可欠であり、同時期に成立した『桜雲記』との編纂方針の違い・依拠関係については、なお論ずべき点が少なくない。